# Đứa con của thời tiết
Đứa con của thời tiết (Nhật: 天気の子 Hepburn: Tenki no Ko, tựa đề tiếng Anh: Weathering with You) là phim hoạt hình Nhật Bản thuộc thể loại kỳ ảo lãng mạn, tâm lý, và là phim anime điện ảnh thứ bảy do Shinkai Makoto đạo diễn kiêm biên kịch, được CoMix Wave Films sản xuất và Toho phát hành. Đối với phim trước đó là Your Name – Tên cậu là gì? ra mắt năm 2016. Nội dung kể về Morishima Hodaka, một nam sinh chán với cuộc sống ngoài đảo đành bỏ nhà lên Tokyo và Amano Hina, một cô gái có khả năng thay đổi thời tiết. Ban nhạc J-Rock RADWIMPS trở lại soạn phần nhạc phim, Daigo Kotaro và Mori Nana lồng tiếng cùng nhiều diễn viên khác và đoàn làm phim cũ tham gia sản xuất. Đứa con của thời tiết phát hành ngày 19 tháng 7 năm 2019 tại Nhật Bản và đến với Việt Nam vào ngày 30 tháng 8 năm 2019.
Bộ phim đã được chọn làm đại diện của Nhật Bản để tranh hạng mục "Phim quốc tế hay nhất" (trước đây là "Phim nói tiếng nước ngoài hay nhất") của giải Oscar lần thứ 92, tuy nhiên sau đó không được chọn trong danh sách đề cử.

## Nội dung

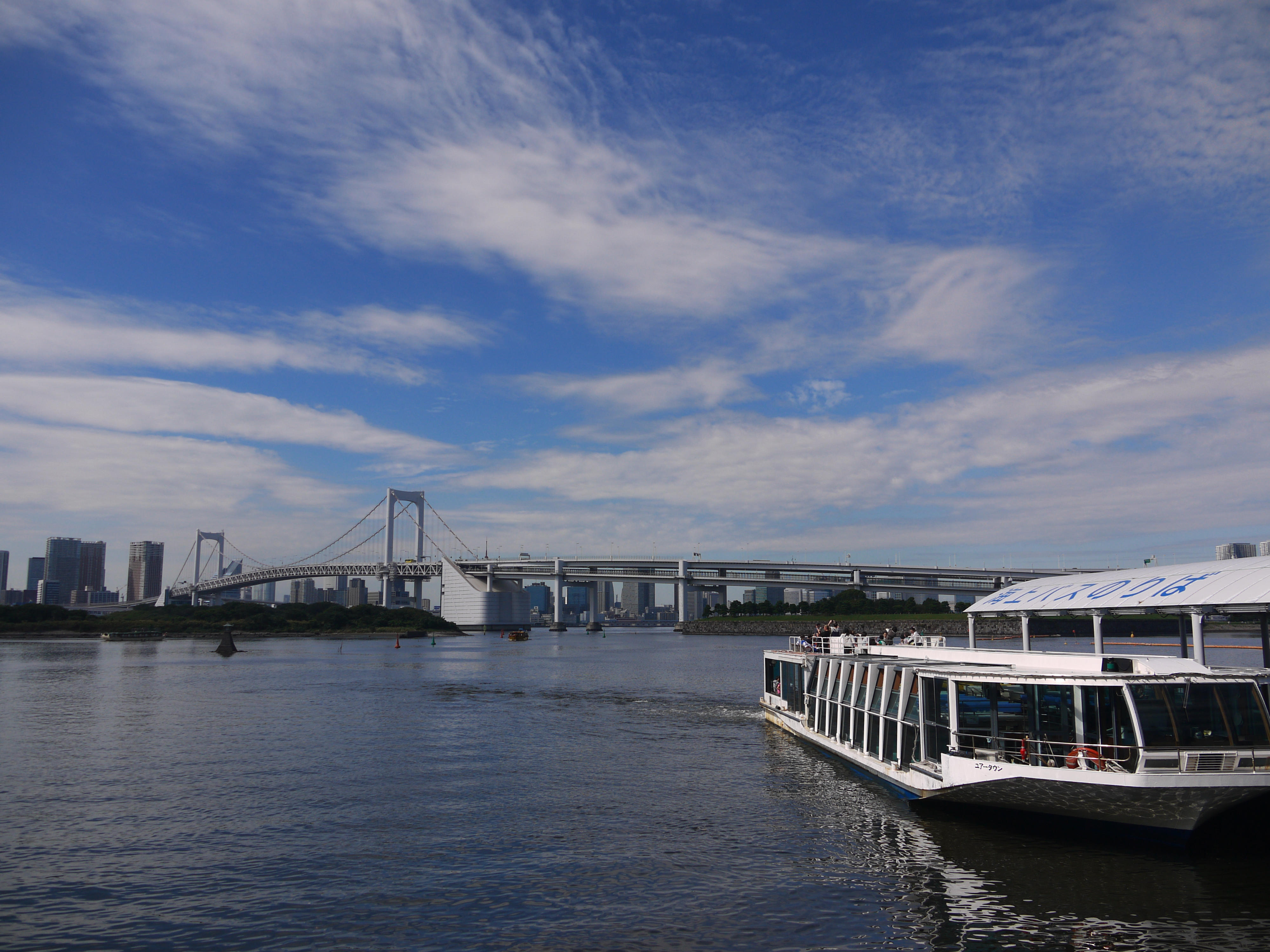
Công viên ven biển Odaiba, nơi dừng chân lên Tokyo của Hodaka theo chiếc phà.

Vào tháng 6 năm 2021, Morishima Hodaka – một cậu học sinh năm nhất trung học, vì chán ngấy với cuộc sống ở một hòn đảo hẻo lánh nên đã quyết bỏ nhà lên Tokyo. Trên đường băng qua đại dương bằng chiếc phà, bão lớn đánh vào phà khiến cậu bị té và gần như sắp rơi khỏi phà. Không lâu sau, một người đàn ông trung niên tên Suga Keisuke đã ra tay cứu cậu. Keisuke đưa danh thiếp của mình cho cậu và bảo cậu gọi cho mình khi cần việc làm. Tại Tokyo, Hodaka còn quá trẻ để xin việc hợp pháp, cậu không được nhận lần này đến lần khác, phải ở tạm một con hẻm với số tiền ít ỏi trong túi. Cậu tình cờ nhặt được một khẩu súng ngắn Makarov và quyết định giữ bên mình, mặc cho việc tàng trữ súng là vi phạm pháp luật. Amano Hina – một cô gái chạc tuổi Hodaka, trong khi làm việc trong nhà hàng McDonald's đã bắt gặp cậu và đưa cậu một chiếc bánh Hamburger vì cậu đã ăn ở đó trong ba đêm liên tiếp. Thời gian sau, Hodaka được Keisuke thuê làm một công việc ổn định cho tòa soạn của ông là soạn thảo những bài viết về các hiện tượng siêu nhiên. Cùng với người cháu của Keisuke là Natsumi tại tòa soạn, hai người họ khám phá truyền thuyết liên quan đến sự thay đổi thời tiết đột ngột ở Tokyo. Từ đó họ biết về truyền thuyết về 'cô gái nắng' và 'cô gái mưa', người con gái có khả năng điều khiển thời tiết.
Vào một ngày mưa, Hodaka chứng kiến cảnh Hina bị chủ một câu lạc bộ mờ ám kéo vào, cậu liền lao vào cứu cô. Hai người trốn chạy tới Yoyogi Kaikan, một toà nhà bị bỏ hoang, tại đó Hina giận dữ hét lên vì cậu đã can thiệp công việc của mình. Sau khi lấy lại bình tĩnh, Hina đưa Hodaka lên thăm ngôi đền trên tầng thượng của tòa nhà, rồi cho cậu thấy khả năng gọi nắng của mình. Khi về nhà Hina, cậu được biết rằng Hina là một cô nhi và hiện đang sống cùng em trai của mình. Biết được việc hai chị em cũng đang gặp trục trặc về tài chính, cậu đã cùng Hina triển khai dịch vụ gọi nắng ngừng mưa vào những dịp đặc biệt. Việc kinh doanh của đôi bạn hết sức thuận lợi, cho tới khi một đài truyền hình nọ quay lại và phát sóng cảnh Hina cầu nguyện để ngừng mưa, khiến cho rất nhiều người biết đến dịch vụ và gửi lời đề nghị trên trang web của đôi bạn. Hodaka và Hina quyết định tạm ngưng dịch vụ để Hina được nghỉ ngơi. Trong khi đó, Suga và Natsumi tiếp tục khám phá truyền thuyết liên quan đến cô gái mưa. Hai người họ đến thăm một thầy tế già và được ông kể cho nghe về truyền thuyết các vu nữ thời tiết có sức mạnh siêu phàm, nhưng rốt cuộc sẽ phải trả giá rất đắt vì sử dụng quyền năng của mình.

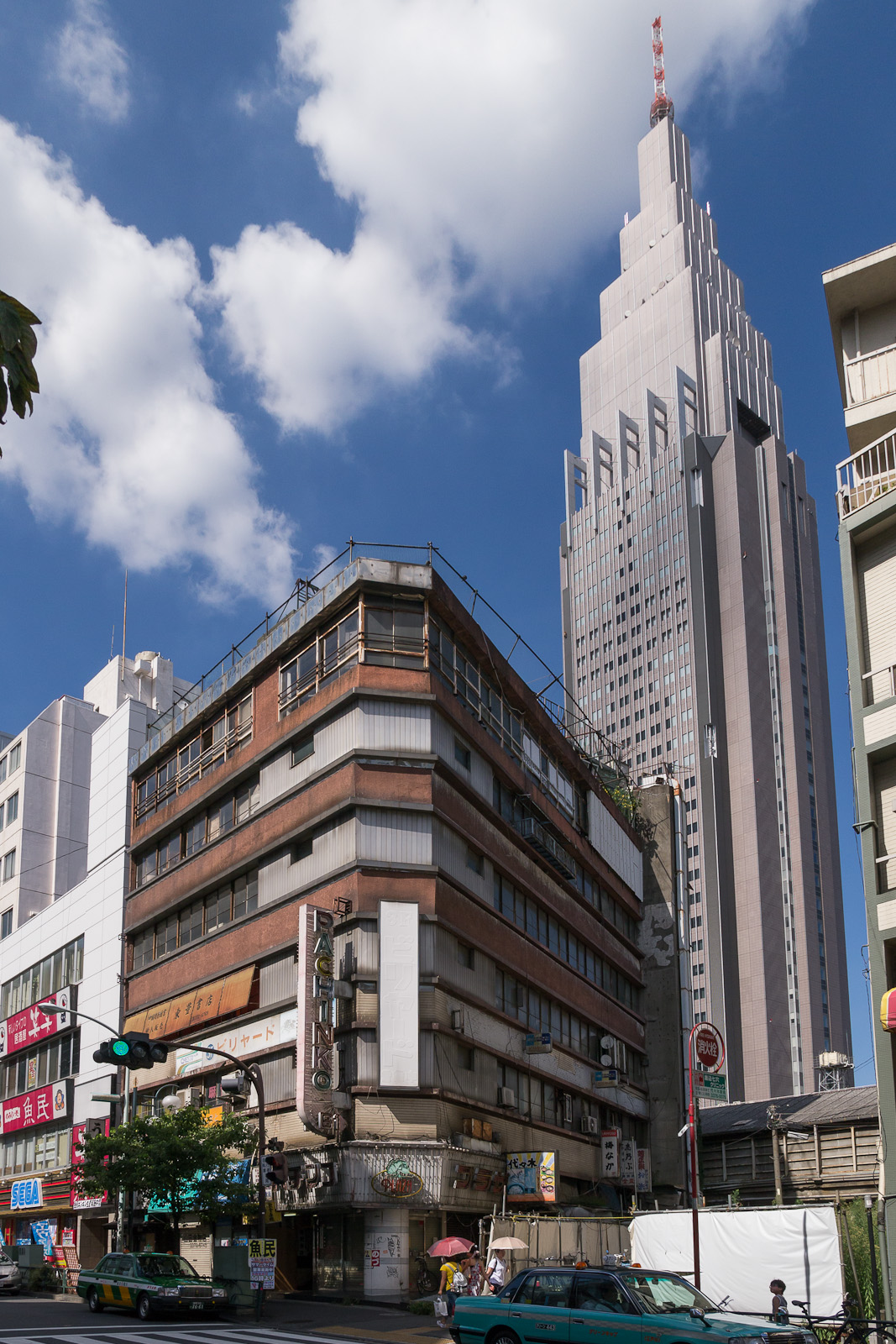
Tòa nhà bị bỏ hoang Yoyogi Kaikan, một trong những nơi có thật trong phim, bị giải tỏa vào tháng 8 năm 2019. Yếu tố cổng đền trên sân thượng tòa nhà là giả tưởng.

Cảnh sát ráo riết truy tìm Hodaka sau khi gia đình cậu trình báo rằng cậu đã mất tích. Họ lần tìm được cậu thông qua một đoạn video trích xuất từ camera an ninh cho thấy cậu sử dụng một khẩu súng ngắn. Cảnh sát đến nhà Hina, tiến hành thẩm vấn và cho cô biết rằng cơ quan dịch vụ xã hội sẽ đưa Nagi vào trung tâm trẻ mồ côi vì hai chị em họ không có người giám hộ. Sau khi bị cảnh sát khám xét nhà, Suga đã tìm gặp Hodaka và đuổi việc cậu ấy, viện dẫn việc cảnh sát tình nghi anh bắt cóc trẻ em, rồi đưa cho cậu tiền trợ cấp thôi việc. Cùng lúc đó tại Tokyo, mưa vẫn đổ xuống không ngớt, bất ngờ trời trở lạnh và có tuyết. Chính quyền thành phố khi đó quyết định ban bố tình trạng khẩn cấp để đối phó với thời tiết rất khốc liệt và bất thường. Không lâu sau, Hodaka bị cảnh sát khống chế vì tội trốn chạy, nhưng sau khi Hina cầu nguyện, một tia sét đã đánh xuống và phá hỏng xe công vụ của cảnh sát, khiến cảnh sát mất cảnh giác và Hodaka đã thừa cơ bỏ trốn. Hodaka cùng hai chị em nhà Amano tá túc tại một đêm tại một khách sạn bằng tiền trợ cấp thôi việc của Hodaka. Khi màn đêm buông xuống, Hina giải thích cho Hodaka hiểu rằng mình chính là nguyên nhân thời tiết bất thường thời gian qua và cách duy nhất để đưa nó trở lại bình thường là cô phải tự hiến tế thân mình. Hodaka từ chối để điều này xảy ra và cậu hứa sẽ bảo vệ Hina tới cùng. Ngày hôm sau, Hodaka thấy Hina mất tích, và bầu trời đã có nắng trở lại. Tuy nhiên cảnh sát đã ập vào khách sạn và thành công khống chế được Hodaka để áp giải về trụ sở. Em của Hina là Nagi bị đưa đến trung tâm tham vấn trẻ em.
Cậu bỏ trốn tới toà nhà bỏ hoang có cổng đền nơi Hina có được sức mạnh. Bên trong, cậu gặp Suga, ông cố ngăn cậu lại. Cảnh sát ập vào và Hodaka cố gắng chạy trốn nhưng bị một sĩ quan bắt được. Suga cứu Hodaka bằng cách giữ chặt viên sĩ quan, cho cậu cơ hội trốn thoát. Hodaka nhảy vào đền thờ, cậu được dịch chuyển lên bầu trời và cứu Hina. Hai người nắm tay nhau rơi từ trên trời xuống, Hodaka cầu xin Hina hãy sống vì bản thân mình.
Ba năm sau, Hodaka tốt nghiệp trung học và trở về Tokyo hiện đang chìm trong biển nước, để tìm gặp lại Hina, khi hai người đã mất liên lạc với nhau trong suốt nhiều năm. Trên đường đi đến nhà cô, cậu thấy Hina đang cầu nguyện và cuối cùng hai người được đoàn tụ.

## Nhân vật
Morishima Hodaka (森嶋 帆高)
Lồng tiếng bởi: Daigo Kotarō
Một học sinh cấp ba 16 tuổi sống tại hòn đảo xa xôi hẻo lánh, chán ngấy với lối sống và cảnh vật xung quanh, cậu bỏ nhà lên Tokyo. Khó khăn khi xin việc làm nơi đây, Hodaka nhanh chóng rơi vào cảnh nghèo túng và được Suga Keisuke thuê làm việc cho tòa soạn của ông để viết các tạp chí nhằm để tự trang trải cuộc sống. Cậu viết về những hiện tượng siêu nhiên, đáng chú ý nhất là cơn mưa bất thường bao quanh thành phố. Cuộc sống ổn định của Hodaka chưa kéo dài bao lâu, cậu bị cảnh sát theo đuổi vì tội dùng súng trái phép và được gia đình báo mất tích.
Amano Hina (天野 陽菜)
Lồng tiếng bởi: Mori Nana
Một cô gái vui vẻ sống một mình cùng em trai. Cô có khả năng thay đổi thời tiết chỉ nhờ một lời cầu nguyện, khiến ngừng cơn mưa và gọi nắng xua đi ánh mây đen trên bầu trời.
Amano Nagi (天野 凪)
Lồng tiếng bởi: Kiryū Sakura
Em trai của Hina, là một học sinh tiểu học.
Suga Keisuke (須賀 圭介)
Lồng tiếng bởi: Oguri Shun
Một tác giả, ông sở hữu một tòa soạn của riêng mình để viết tạp chí và thuê Hotaka làm trợ lý.
Suga Natsumi (須賀 夏美)
Lồng tiếng bởi: Honda Tsubasa
Một nữ sinh viên đại học làm việc cùng tòa soạn với Hotaka, là cháu của Keisuke.
Tachibana Tomi (立花 冨美)
Lồng tiếng bởi: Baisho Chieko
Một bà cụ cao tuổi mà Hotaka đến thăm. Bà của Taki, nhân vật chính trong Tên cậu là gì.
Yasui (安井)
Lồng tiếng bởi: Hiraizumi Seiyu
Một thám tử có công việc điều tra những sự cố diễn ra ở Tokyo.
Takai (高井)
Lồng tiếng bởi: Kaji Yūki
Đối tác hoạt động cùng thám tử Yasui.
Suga Moka (須賀 萌花)
Lồng tiếng bởi: Kazuki Mei
Con gái của Keisuke. Vì mắc bệnh hen suyễn, cô bé hạn chế ra ngoài khi trời mưa.

## Sản xuất

### Cảm hứng và thực hiện
Theo đạo diễn Shinkai Makoto, ông cho biết cảm hứng chính để thực hiện bộ phim chính là thời tiết, vì đây là chủ đề mọi người đều quen thuộc. Sự biến đổi khí hậu cũng thu hút ông, khi mùa hè mỗi năm Nhật Bản phải chịu những thiên tai liên quan đến thời tiết khắc nghiệt.
Makoto thông báo ông đang thực hiện một bộ phim mới cho năm sau vào tháng  8 năm 2019, và câu chuyện của bộ phim sẽ kể về nhân vật nam nữ ở độ tuổi thanh thiếu niên. Đội ngũ làm phim gồm có Tanaka Masayoshi lo phần thiết kế nhân vật, Tamura Atsushi phụ trách chỉ đạo phần hoạt họa và Takiguchi Hiroshi giám sát phông nền. Makoto ban đầu nghĩ đến những lời hội thoại mà các nhân vật sẽ nói trước khi thực hiện phần hiệu ứng hình ảnh. Ông từng muốn Hodaka nói một lời hội thoại và nghĩ đến phân cảnh câu chuyện nào sẽ chứa lời thoại đó, sau đó ông mới bắt tay vào tiến tình xây dựng hiệu ứng hình ảnh.

### Phân vai và thử giọng
Hơn 2000 người đã tham gia thử giọng cho hai nhân vật chính trong phim, chỉ duy nhất Daigo Kotaro và Mori Nana được chọn. Những vai khác được đảm nhận bởi đội ngũ cũ của Your Name. Việc lồng tiếng bắt đầu vào ngày 27 tháng 4 năm 2019 sau buổi thử giọng, và đến 29 tháng 5, nhiều vai diễn mới được công bố.

## Âm nhạc
Noda Yojiro cộng tác chỉ đạo phần âm nhạc cho bộ phim. Vào ngày 26 tháng 8 năm 2017, Shinkai Makoto gửi kịch bản bộ phim đến ca sĩ Yojiro để xem ý kiến của anh như thế nào, Shinkai sau đó nhận lại bài hát "Ai ni Dekiru koto wa Mada Arukai" (愛にできることはまだあるかい Còn thứ gì mà tình yêu làm được nữa không?) sáng tác dựa theo kịch bản ông gửi cho Yojiro. Miura Tōko thực hiện bài hát với giọng ca nữ cùng Yojiro. Bài hát này sau đó được dùng làm ca khúc chủ đề mở đầu cho phim. Bài hát mới "Grand Escape" (グランドエスケープ), do Tōko trình bày và được dùng trong phim với vai trò là ca khúc kết thúc. Album nhạc phim được phát hành cùng ngày với bộ phim thông qua hãng thu Universal Music Japan, tổng cộng có 31 bài, gồm 5 bài hát có lời và 26 bài nhạc nền.
- "Ai ni Dekiru koto wa Mada Arukai" (Is There Still Anything That Love Can Do? 愛にできることはまだあるかい?, Còn điều gì mà tình yêu có thể làm được nữa không?)
- "Grand Escape" (Movie edit.) (グランドエスケープ?)
- "Kaze-tachi no Koe" (Movie edit.) ("Voice Of Wind" 風たちの声?, Tiếng nói của gió)
- "Shukusai" (Movie edit.) ("Celebration" 祝祭?, Lễ hội)
- "Daijōbu" (Movie edit.) ("We'll Be Alright 大丈夫?, Sẽ ổn thôi mà)

## Quảng bá
Vào ngày 13 tháng 12 năm 2018, một cuộc họp báo công bố phim được tổ chức, phim được dự kiến khởi chiếu vào ngày 19 tháng 7 năm 2019. Trailer giới thiệu đầu tiên ra mắt vào ngày 10 tháng 4, tròn 100 ngày trước khi bộ phim được công chiếu. Trailer thứ hai được ra mắt vào ngày 29 tháng 5 năm 2019. TV Asahi chiếu một phân cảnh mở đầu phim sau khi phát sóng lại Your Name – Tên cậu là gì? vào ngày 30 tháng 6. Bộ phim còn xuất hiện trong nhiều quảng cáo trên truyền hình như SoftBank, trang web tìm kiếm công việc bán thời gian Baitoru, bên cạnh đó bộ phim còn giới thiệu chai nước khoáng thiên nhiên của Suntory.

## Phát hành
Bộ phim được phát hành tại Nhật Bản vào ngày 19 tháng 7 năm 2019 và khởi chiếu trên 448 màn ảnh tại 359 rạp phim trong nước. Bộ phim ban đầu dự định được Toho phân phối tại 140 quốc gia, và các khu vực có bộ phim được công chiếu gồm Bắc Mỹ, Châu Âu, Châu Á, Nam Mỹ. Đứa con của thời tiết bắt đầu khởi chiếu ở cả hai định dạng 4DX và MX4D từ ngày 27 tháng 9.
Đứa con của thời tiết được phát hành tại Ấn Độ sau khi đạt 56.000 chữ ký từ một đơn kiến nghị yêu cầu phát hành bộ phim, bộ phim trở thành phim anime đầu tiên được chiếu rạp tại nước này vì những người trưởng thành không có thói quen xem phim hoạt hình tại rạp. Đơn kiến nghị được mở lần đầu bởi India Anime Movement trên trang Change.org vào tháng 4 năm 2019. Bộ phim chính thức phát hành vào ngày 11 tháng 10 năm 2019 tại hai mươi thành phố của Ấn Độ, trong đó gồm Mumbai và Delhi, do nền tảng Vkaao phân phối. Trước đó, Japanese Film Festival có buổi công chiếu sớm vào 27 tháng 9.
| Các sự kiện có công chiếu phim | Các sự kiện có công chiếu phim | Các sự kiện có công chiếu phim                  | Các sự kiện có công chiếu phim |
| Địa điểm                       | Thời gian                      | Sự kiện                                         | Nguồn                          |
| ------------------------------ | ------------------------------ | ----------------------------------------------- | ------------------------------ |
| Canada (Toronto)               | 8 - 14 tháng 9, 2019           | Liên hoan phim quốc tế Toronto lần thứ 43       | [ 31 ]                         |
| Tây Ban Nha (San Sebastián)    | 21 - 27 tháng 9, 2019          | Liên hoan phim quốc tế San Sebastián lần thứ 67 | [ 32 ]                         |
| Ấn Độ (Delhi)                  | 27 tháng 9, 2019               | Japanese Film Festival 2019                     | [ 33 ]                         |
| Tây Ban Nha (Sitges)           | 12 tháng 10, 2019              | Liên hoan phim Sitges lần thứ 52                | [ 34 ]                         |
| Anh Quốc (Glasgow, Edinburgh)  | 12 - 22 tháng 10, 2019         | Scotland Loves Animation Festival               | [ 35 ]                         |
| Hoa Kỳ                         | 18 tháng 10, 2019              | Animation Is Film Festival                      | [ 36 ]                         |
| Nhật Bản (Tokyo)               | 31 tháng 10, 2019              | Liên hoan phim quốc tế Tokyo lần thứ 32         | [ 37 ]                         |
| Hoa Kỳ (Los Angeles)           | 14 tháng 11, 2019              | Asian World Film Festival                       | [ 38 ]                         |
| Hoa Kỳ (Manhattan)             | 17 tháng 11, 2019              | Anime NYC                                       | [ 39 ]                         |
| Hoa Kỳ (Hawaii)                | 17 tháng 11, 2019              | Liên hoan phim quốc tế Hawaii lần thứ 39        | [ 40 ]                         |

| Quốc gia và vùng lãnh thổ công chiếu phim | Quốc gia và vùng lãnh thổ công chiếu phim | Quốc gia và vùng lãnh thổ công chiếu phim                 | Quốc gia và vùng lãnh thổ công chiếu phim | Quốc gia và vùng lãnh thổ công chiếu phim |
| Quốc gia/Vùng lãnh thổ                    | Ngày phát hành                            | Tên địa phương                                            | Nhà phân phối                             | Nguồn                                     |
| ----------------------------------------- | ----------------------------------------- | --------------------------------------------------------- | ----------------------------------------- | ----------------------------------------- |
| Nhật Bản                                  | 19 tháng 7, 2019                          | 天気の子                                                  | Toho                                      | [ 41 ]                                    |
| Hồng Kông                                 | 8 tháng 8, 2019                           | 天氣之子                                                  | Edko Films                                | [ 42 ]                                    |
| Ma Cao                                    | 8 tháng 8, 2019                           | 天氣之子                                                  | Edko Films                                | [ 42 ]                                    |
| Indonesia                                 | 21 tháng 8, 2019                          | Weathering with You                                       | Encore Films                              | [ 43 ]                                    |
| Úc                                        | 22 tháng 8, 2019                          | Weathering with You                                       | Madman Entertaiment                       | [ 44 ]                                    |
| New Zealand                               | 22 tháng 8, 2019                          | Weathering with You                                       | Madman Entertaiment                       | [ 44 ]                                    |
| Việt Nam                                  | 30 tháng 8, 2019                          | Đứa con của thời tiết                                     | Encore Films                              | [ 45 ]                                    |
| Malaysia                                  | 5 tháng 9, 2019                           | 天氣之子                                                  | Encore Films                              | [ 46 ]                                    |
| Brunei                                    | 5 tháng 9, 2019                           | 天氣之子                                                  | Encore Films                              | [ 47 ]                                    |
| Singapore                                 | 12 tháng 9, 2019                          | Weathering with You                                       | Encore Films                              | [ 48 ]                                    |
| Đài Loan                                  | 12 tháng 9, 2019                          | 天氣之子                                                  | GaragePlay                                | [ 49 ]                                    |
| Ấn Độ                                     | 11 tháng 10, 2019                         | Weathering with You                                       | Vkaao                                     | [ 50 ]                                    |
| Ý                                         | 14 tháng 10, 2019                         | Weathering with You                                       | Nexo Digital, Dynit                       | [ 51 ]                                    |
| Hàn Quốc                                  | 30 tháng 10, 2019                         | 날씨의 아이                                               | Media Castle                              | [ 52 ] [ 53 ]                             |
| Nga                                       | 31 tháng 10, 2019                         | Дитя погоды                                               | Volga Film                                | [ 54 ]                                    |
| Trung Quốc                                | 1 tháng 11, 2019                          |                                                           | Huaxia Film Distributio                   |                                           |
| Thái Lan                                  | 7 tháng 11, 2019                          | ฤดูฝัน ฉันมีเธอ                                               | Major Group                               | [ 55 ]                                    |
| Tây Ban Nha                               | 29 tháng 11, 2019                         | El tiempo contigo                                         | Selecta Visión                            | [ 56 ] [ 57 ]                             |
| Litva                                     | 13 tháng 12, 2019                         |                                                           | VLG filmai                                | [ 58 ]                                    |
| Pháp                                      | 8 tháng 1, 2020                           | Weathering with You                                       | @Anime, BAC Film                          | [ 59 ]                                    |
| Đức                                       | 14 tháng 1, 2020                          | Weathering With You – Das Mädchen, das die Sonne berührte | Universum Film                            | [ 60 ]                                    |
| Hoa Kỳ                                    | 17 tháng 1, 2020                          | Weathering with You                                       | GKIDS                                     | [ 61 ]                                    |
| Canada                                    | 17 tháng 1, 2020                          | Weathering with You                                       | GKIDS                                     | [ 61 ]                                    |
| Anh Quốc                                  | 17 tháng 1, 2020                          | Weathering with You                                       | Anime Limited                             | [ 62 ]                                    |
| Ireland                                   | 17 tháng 1, 2020                          | Weathering with You                                       | Anime Limited                             | [ 62 ]                                    |
| Áo                                        | 19 tháng 1, 2020                          | Weathering with You                                       | Universum Film                            | [ 60 ] [ 62 ]                             |
| Brasil                                    | 2020                                      |                                                           |                                           |                                           |

## Đón nhận
Đứa con của thời tiết đã nhận được những lời ủng hộ nhiệt liệt và những đánh giá tích cực, ngay cả khi bộ phim chưa được phát hành tại khu vực đó. Có 100% các nhà phê bình đưa ra đánh giá tích cực  cho bộ phim trên trang tổng hợp đánh giá Rotten Tomatoes dựa vào 18 bài đánh giá, và đưa ra số điểm trung bình 7.18/10. Trên trang cơ sở dữ liệu về điện ảnh Internet Movie Database, có khoảng 3900 khán giả đã chấm bộ phim 7,8/10 điểm. Đây cũng là phim được chọn để đại diện cho Nhật Bản tranh hạng mục "Phim quốc tế hay nhất" (trước đây là "Phim nói tiếng nước ngoài hay nhất") của giải Oscar lần thứ 92, 20 năm kể từ khi Mononoke Hime của Studio Ghibli được chọn trong hạng mục này.

### Doanh thu phòng vé

#### Trong nước
Ra mắt vào 19 tháng 7 năm 2019, Đứa con của thời tiết thu về 1,6 tỷ yên trong ba ngày đầu tại Nhật Bản sau khi bán được khoảng 1,16 triệu vé, đánh bại kỉ lục trước của Your Name – Tên cậu là gì? tại mức 1,2 tỷ yên. Sau 11 ngày công chiếu, doanh thu của bộ phim đạt cột mốc 4 tỷ yên khi bán được hơn 3 triệu vé, cùng với đó thống trị vị trí đầu bảng phòng vé trong nước suốt hơn hai tuần liền khi đạt 5,9 tỷ yên sau 17 ngày công chiếu với 4,3 triệu vé vào cửa.
Sau 34 ngày khởi chiếu, bộ phim thu về 10 tỉ yên với 7.5 triệu suất vé bán ra, vượt mặt Thế giới bí mật của Arrietty để trở thành phim anime ăn khách thứ mười và là phim anime ăn khách thứ bảy tại Nhật Bản,  điều này đánh dấu Shinkai Makoto là đạo diễn phim hoạt hình thứ hai có hai phim anime trở lên vượt 10 tỉ yên (Đứa con của thời tiết, Your Name – Tên cậu là gì?), chỉ sau Miyazaki Hayao từ Ghilbi 5 bộ (Vùng đất linh hồn, Lâu đài bay của pháp sư Howl, Ponyo, Kaze Tachinu, Mononoke Hime). Tính đến ngày 9 tháng 9, bộ phim tiếp tục lập kì tích khi đạt 12,1 tỷ yên,  hạ Kaze Tachinu xuống thời gian sau đó và tiến lên vị trí thứ 7 anime ăn khách và vị trí thứ 6 anime doanh thu cao nhất Nhật Bản. Sau 67 ngày ra mắt, Đứa con của thời tiết cán mốc 13 tỉ yên, vượt qua doanh thu của Công viên kỷ Jura (1993) và đi lên vị trí thứ 14 trong các bộ phim có doanh thu cao nhất Nhật Bản.

### Đánh giá
Brian Ashcraft từ Kotaku ca ngợi bộ phim: "Các phần của phim rất cảm động và nó thể hiện việc đan xen niềm tin với Thần đạo bằng cầu nguyện, thực hiện các nghi lễ của người Nhật đương thời để hi vọng một thời tiết rõ rệt", sau đó khẳng định: "vấn đề lớn nhất mà Đứa con của thời tiết gặp phải: nó là câu chuyện theo sau Your Name".
Tác giả Khánh Hưng từ Zing News nhận xét: "Weathering with You đề cập đến nhiều vấn đề xã hội như việc trẻ vị thành niên phải tự vật lộn kiếm sống trong xã hội Nhật Bản hiện đại, lý tưởng về vòng tuần hoàn của khí hậu Trái Đất, truyền thuyết về các Vu nữ đóng vai trò kết nối con người với thiên nhiên trong tín ngưỡng Thần đạo của Nhật Bản…" nhưng đánh giá các yếu tố trên "chưa được khai thác kỹ lưỡng" và chấm bộ phim 7/10 điểm. Người dùng An Thủy trên tạp chí Kilala ca ngợi Đứa con của thời tiết "sở hữu phần hình ảnh đạt đến mức độ tiệm cận hoàn hảo, đẹp mãn nhãn, chân thật và khơi dậy niềm xúc động" và còn nêu ra: "Thời tiết ảnh hưởng đến tâm trạng, công việc, cuộc sống của cả cá nhân, xã hội và để lại những hậu quả về sau".

### Giải thưởng
| Năm  | Giải                                              | Hạng mục                            | Đối tượng             | Kết quả   |
| ---- | ------------------------------------------------- | ----------------------------------- | --------------------- | --------- |
| 2019 | Giải điện ảnh Châu Á - Thái Bình Dương lần thứ 13 | Phim hoạt hình xuất sắc nhất        | Đứa con của thời tiết | Đề cử     |
| 2019 | Animation is Film Festival 2019                   | Audience Award                      | Đứa con của thời tiết | Đoạt giải |
| 2019 | Scotland Loves Anime 2019                         | Audience Award                      | Đứa con của thời tiết | Đoạt giải |
| 2020 | Giải Annie lần 47                                 | Best Animated Feature — Independent | Đứa con của thời tiết | Đề cử     |
| 2020 | Anime Trending Awards lần 6                       | Phim Anime của năm                  | Đứa con của thời tiết | Đoạt giải |
| 2020 | Giải Viện hàn lâm Nhật Bản                        | Phim hoạt hình của năm              | Đứa con của thời tiết | Đoạt giải |
| 2020 | Giải Viện hàn lâm Nhật Bản                        | Thành tựu xuất sắc trong âm nhạc    | RADWIMPS              | Đoạt giải |

## Ấn phẩm

### Tiểu thuyết
Một cuốn tiểu thuyết cùng tên do chính Shinkai Makoto viết lại trong quá trình sản xuất bộ phim được nhà xuất bản Kadokawa Bunko phát hành vào 18 tháng 7 năm 2019, một ngày trước khi phim ra mắt. Shinkai hoàn thành tiểu thuyết vào cuối tháng 4 năm 2019, bộ tiểu thuyết bán được hơn 99.000 bản trong tuần đầu phát hành, và chỉ trong gần hai tháng đã đạt 650,000 bản.
Công ty cổ phần Xuất bản và Truyền thông IPM đã xuất bản phiên bản tiểu thuyết tại Việt Nam đầu năm 2021.
| Tựa đề              | Quốc gia | Ngày phát hành    | Nhà xuất bản   | ISBN                  | Nguồn  |
| ------------------- | -------- | ----------------- | -------------- | --------------------- | ------ |
| Tenki no Ko         | Nhật Bản | 18 tháng 7, 2019  | Kadokawa Bunko | ISBN 9784-041-026-403 | [ 88 ] |
| Weathering With You | Hoa Kỳ   | 17 tháng 12, 2019 | Yen Press      | ISBN 9781-975-399-368 | [ 89 ] |

### Manga
Một bản manga do Watari Kubota vẽ lại từ bộ phim dựa trên nguyên tác của Shinkai Makoto, được xuất bản trên tạp chí hàng tháng Afternoon của Kodansha vào ngày 25 tháng 7 năm 2019.
Phiên bản manga đã được Nhà xuất bản Kim Đồng giới thiệu và ra mắt tại Việt Nam vào ngày 12 tháng 8 năm 2022.